# 尤建中
尤建中，JP，香港公務員，曾擔任北區民政事務專員。

## 簡歷
尤建中在1992年毕业于香港中文大學政治與行政學系，其后在1995年7月加入香港政府政務職系後，於2007年7月晉升為首長級丙級政務官。他曾在前政務總署、前布政司辦公室、前政制事務局、民政事務總署、前衞生福利及食物局及房屋署服務。他其後曾擔任以下主要職務：
- 2005年9月至2008年7月：助理行政署長[3]
- 2008年7月至2012年11月：商務及經濟發展局首席助理秘書長（工商）
- 2012年11月26日至2017年8月20日：北區民政事務專員[4]
- 2017年9月4日至2019年1月6日：公務及司法人員薪俸及服務條件諮詢委員會聯合秘書處秘書長[5]
- 2020年2月至今：公務及司法人員薪俸及服務條件諮詢委員會聯合秘書處秘書長[6][7]

## 榮譽

### 嘉獎
- 行政長官公共服務獎狀（香港2022年度授勳及嘉獎名單；2022年7月27日）[8]

### 殊勳
- 官守太平紳士（J.P.）（2012年11月26日－2017年8月20日；2019年12月20日－）[9]

### 頭銜
- 尤建中，JP（YAU Kin Chung, JP，2017年8月25日－2023年7月30日；2019年12月20日－）[9]